# Megara Hyblaea
Megara Hyblaea of Megara Hyblaia was een Oud-Griekse stad op het eiland Sicilië; voor de Griekse Tijd was het al een nederzetting der Sicelen onder de naam Hybla. De kuststad was een centrum voor export van landbouwproducten. Met de komst van de Romeinen in de 3e eeuw v.Chr. verdween Megara Hyblaea. In de loop van de 20e eeuw bereikte de zich uitbreidende stad Augusta de archeologische site.
De site bevindt zich ten zuiden van de stad Augusta, op de kustweg zuidwaarts richting Syracuse, in de provincie Syracuse. De overheidsdienst die eigenaar is, is de Parco archeologico di Leontini e delle aree archeologiche di Lentini e dei Comuni limitrofi.

## Naamgeving
Auteurs in de Romeinse en Byzantijnse Rijk gebruikten niet consistent namen om steden op Sicilië met de naam Hybla van elkaar te onderscheiden. De naam Hybla Magna werd al eens gehanteerd voor Megara Hyblaea, waarmee auteurs aangeven dat in de Griekse Tijd dit de grootste stad met de naam Hyblaea was. Hybla Magna is, zoals de andere steden op Sicilië met de naam Hyblaea vernoemd naar de godin Hybla, een godin van het volk der Sicelen.
De naam in het Italiaans is Megara Iblea.

## Historiek

### Sicelen
Voor de komst der Sicelen was er reeds een neolithische nederzetting, die in verband staat met de Stentinellocultuur in Syracuse, Malta en Calabrië. De nederzetting lag in een vlakte aan de kust.
De Sicelen bouwden de stad uit met verdedigingsmuren. Zij aanbaden Hybla. Ten noorden en ten zuiden mondde een rivier komende uit de Hyblaeïsche Bergen in de zee. Het gaat respectievelijk om Cantera en San Cusumano, in hun moderne namen. Van de periode der Sicelen zijn er sculpturen, terracotta’s en andere keramiek bewaard gebleven, alsook een necropolis.

### Grieken
In het jaar 728 v.Chr. landden op deze plek Griekse kolonisten uit Megara Nisea, dat een stadsstaat was uit de streek Megaride. Megaride lag tussen Attica en Corinthië op het Griekse vasteland. Hun aanvoerder was een zekere Lamis. Kennelijk ontving Lamis van de Sicelen de stad als dusdanig. De Grieken gaven de stad de naam Megara Hyblaea als herinnering aan hun stamland Megaride. Zij stichtten eveneens Leontini in het binnenland en Thapsos ten zuiden van Hyblaea. Megara Hyblaea, Leontini en Thapsos waren deel van Groot-Griekenland. Megara Hyblaea is een van de oudste Oud-Griekse kolonies op Sicilië, met name van de 8e eeuw v.Chr. al. 
Megara Hyblaea kende een bloeiende handelsactiviteit van agrarische producten uit het hinterland.
De agora was een centraal punt tussen de vijf wijken van de stad; de agora had een trapeziumvorm met een oppervlak van 4.200 m2. Twee zuilengalerijen stonden langsheen de agora. Aan de agora stonden twee tempels. De Grieken nam het stratenplan over van de Sicelen voor hun bewoning. Straten waren 3 m breed. Nieuwe stadsmuren kwamen ofwel bovenop de bestaande ofwel ernaast omwille van de uitbreidende bewoning. De westelijke poort werd uitgebouwd tot een fort.
De Grieken hadden drie necropolissen buiten de stadsmuren, waarvan een meer dan duizend graven telde. Sommige bevatten luxueuze geschenken.
In 628 v.Chr. had de stad zo’n expansie meegemaakt dat bewoners van Megara Hyblaea een nieuwe kolonie stichtten: dit was Selinunte.
In 552 v.Chr. ging Megara Hyblaea een alliantie met Syracuse aan, maar nog geen eeuw later lagen beide steden met elkaar overhoop. Gelo, de tiran van Syracuse, veroverde Megara Hyblaea en liet de stad slopen. De landeigenaars liet Gelo naar Syracuse slepen, de andere mensen werden verkocht op de slavenmarkt (483 v.Chr.). Gelo slaagde er ook in de invloed van de Carthagers uit zijn territoria te houden.
De stad Megara Hyblaea werd in beperkte mate heropgebouwd. Dit was het werk van Timoleon uit Syracuse met zijn aanhangers. De stad was wel haar maritieme invloed kwijt.
Tijdens de Eerste Punische Oorlog versloegen de Romeinen de Carthagers op meerdere plaatsen in Sicilië. Zuid-Oost-Sicilië bezaten de Romeinen nog niet. Daar zaten Griekse kolonisten nog stevig in het zadel.

### Romeinen
Tijdens de Tweede Punische Oorlog kwamen Griekse steden in Zuid-Oost-Sicilië in opstand tegen de Romeinen, onder meer Syracuse, Leontini en Megara Hyblaea. Generaal Marcus Claudius Marcellus I bestormde ze allemaal (214-210 v.Chr.). Voor Megara Hyblaea betekende dit de tweede verwoesting in haar geschiedenis (214-213 v.Chr.). Dat de ooit machtige stad niet meer zo werd opgebouwd, zou te verklaren zijn door malaria die de kuststreek teisterde. Megara Hyblaea bleef een klein dorp in de Romeinse Tijd.

## Archeologie

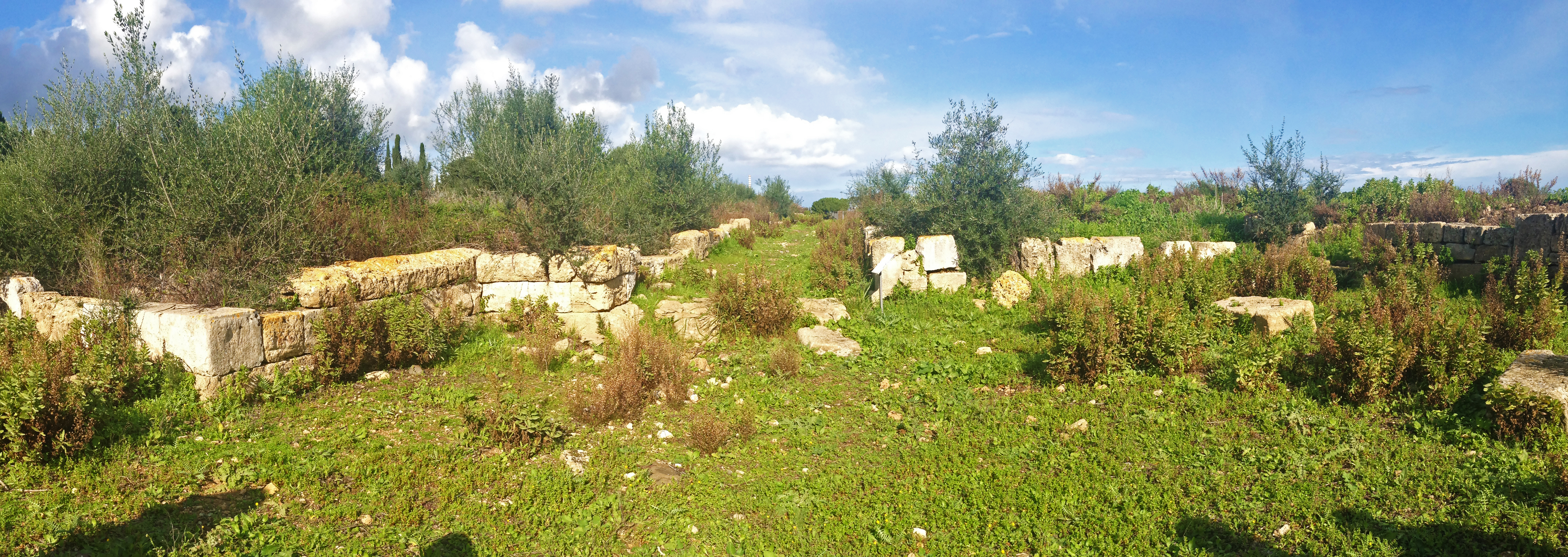
Zuidpoort met weg naar de stad Syracuse

In 1879 en 1917 werden enkele verkenningen door archeologen uitgevoerd. De eerste systematische opgraving gebeurde in 1949. Zo bleek dat de stad gebouwd was op twee kustplateaus met een laagte in het midden. Het meest uitgegraven deel staat op het noordelijk plateau, namelijk het gebied van de agora met de omliggende straten en de westelijke poort. Vermoedelijk telde het noordelijk plateau vier wijken en het zuidelijk plateau slechts een wijk. Jaren hebben archeologen het zuidelijk plateau verwaarloosd omdat een citrusboomgaard en een cementfabriek hun werk in de weg stonden. Recent blijkt dat het zuidelijk plateau ook een tempel had en er werd aardewerk uit de 8e eeuw v.Chr. gevonden. Dit laatste toont aan dat de zuidelijke wijk integraal deel uitmaakte van Megara Hyblaea. Tevens werd er de zuidelijke poort aangetroffen, waaruit de kustweg naar Syracuse vertrok.
Er waren drie necropolissen: ten noorden, ten zuiden en ten westen van de stad. Deze laatste was het die meer dan duizend graven telde. De noordelijke necropolis is in de jaren 1960 vernietigd omwille van de bouw van een petroleumraffinaderij. 
In de jaren 1990 richtten archeologen hun aandacht op het lager gelegen deel tussen het noordelijke en het zuidelijke plateau, dicht bij het zeeniveau. Jaren was gedacht dat hier geen bebouwing bestond. Dieptemetingen leverden evenwel gebouwen met een zekere omvang op.

## Fotogalerij

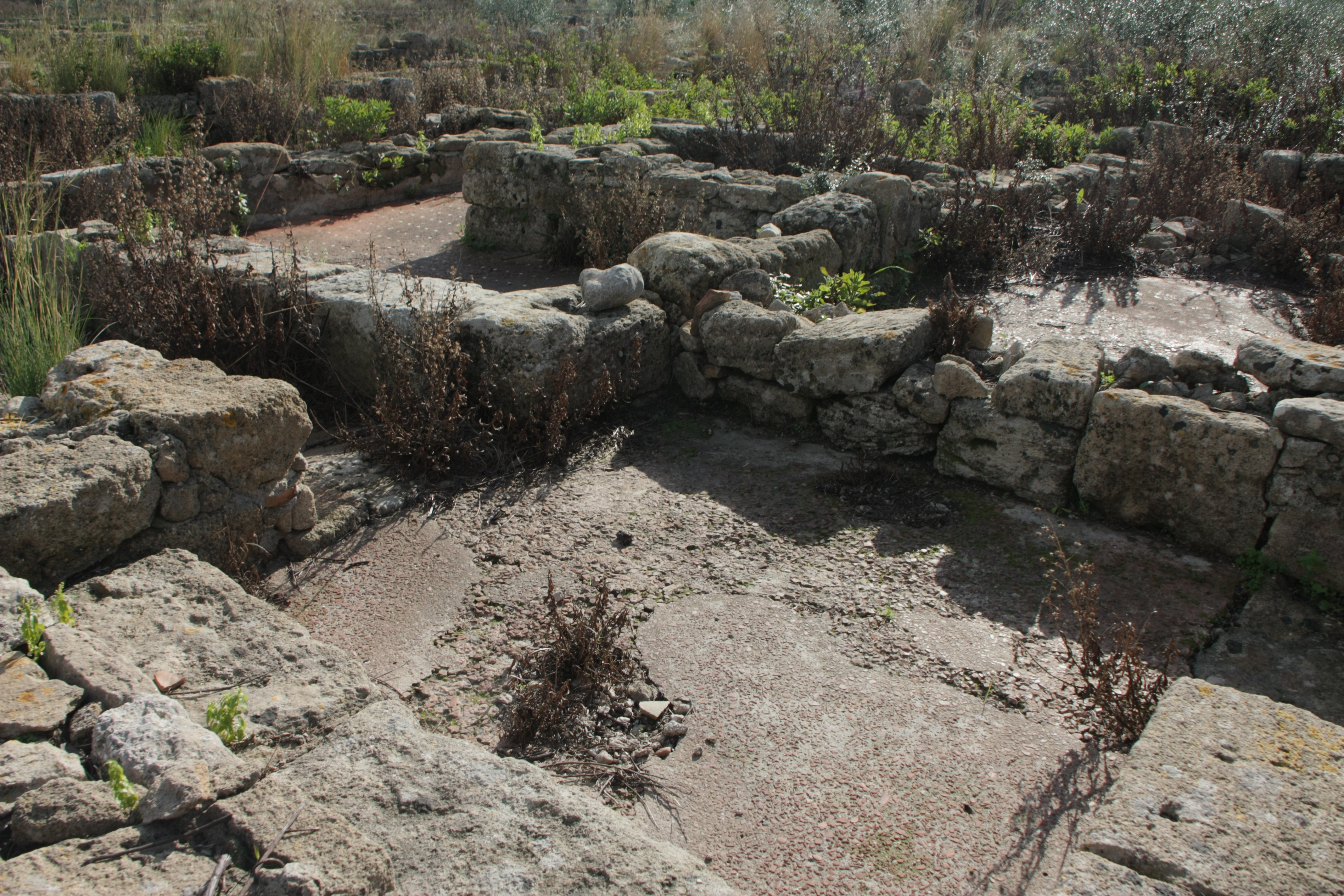
Een woning
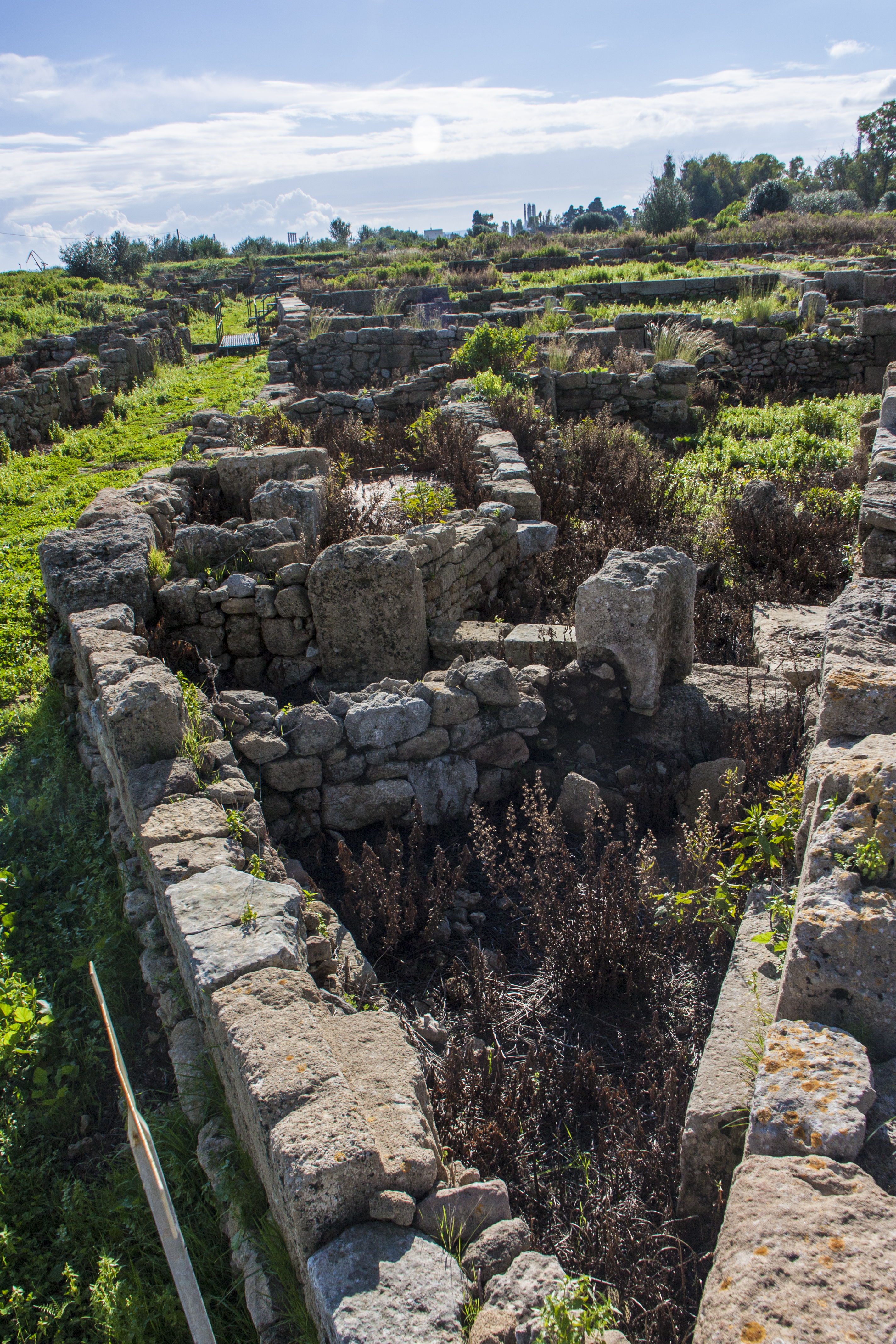
Een straat met huizen
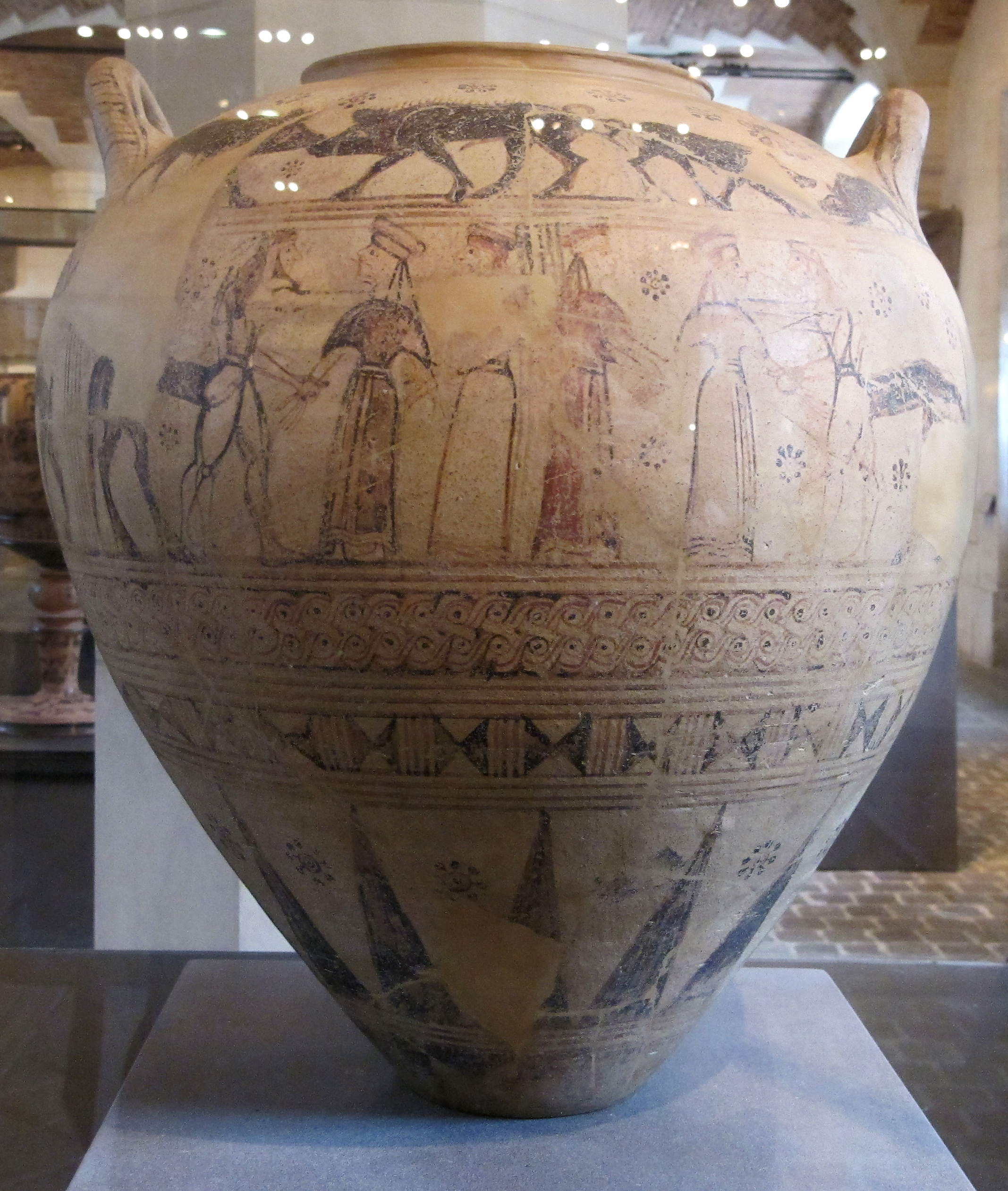
Een vaas uit Megara Hyblaea (7e eeuw v.Chr.) in het Musée du Louvre in Parijs
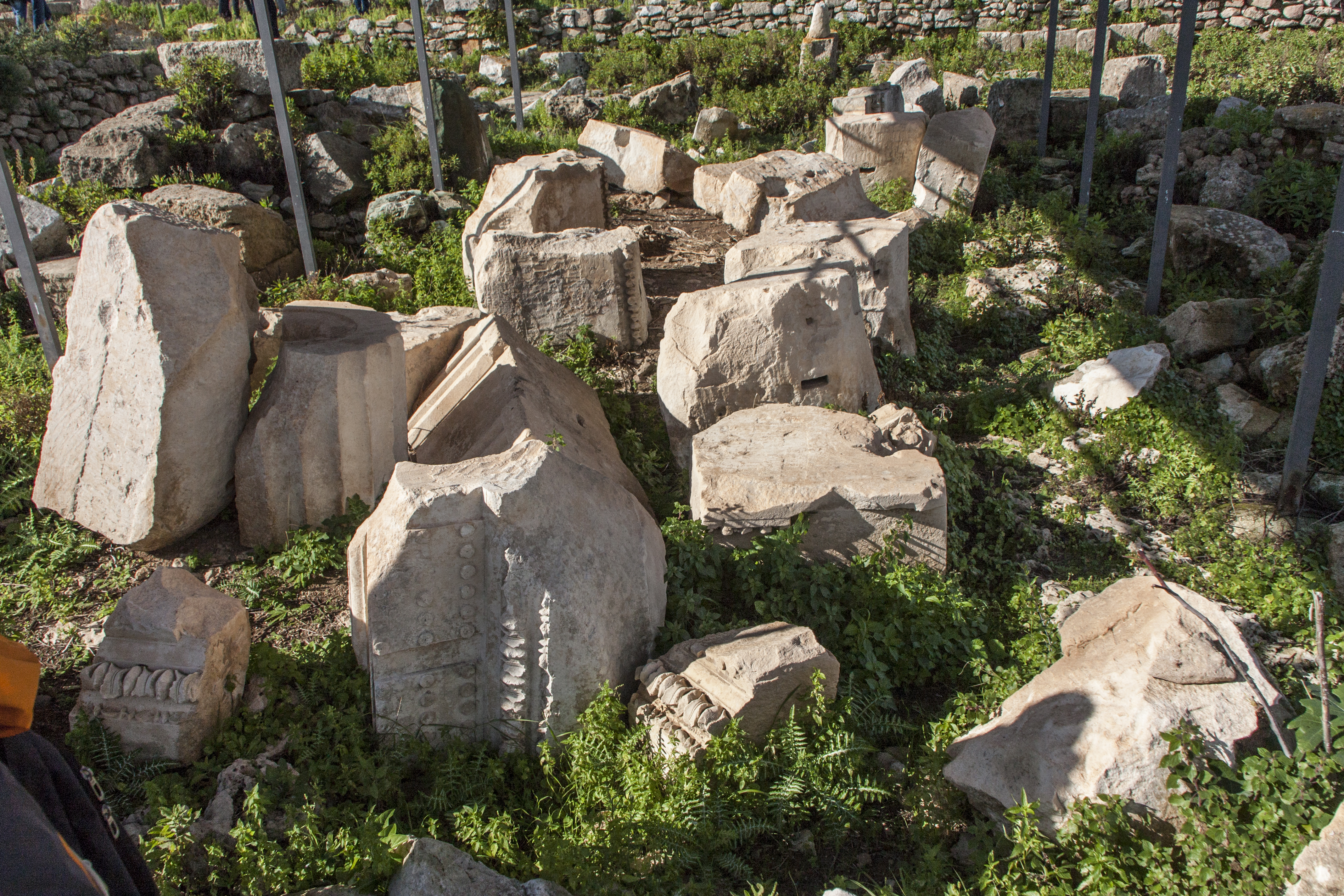
Opgegraven tempelstukken
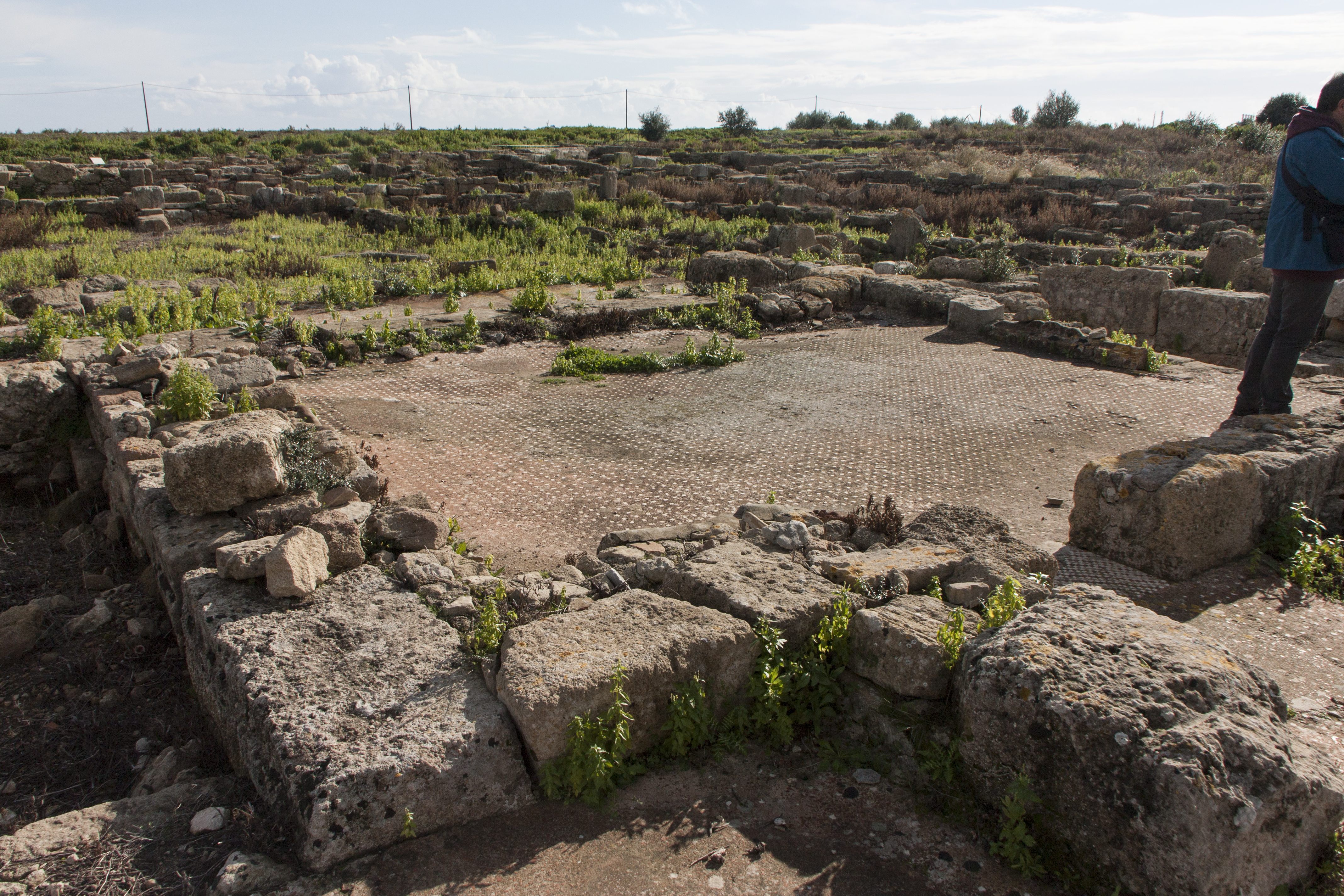
Ruïne van termen
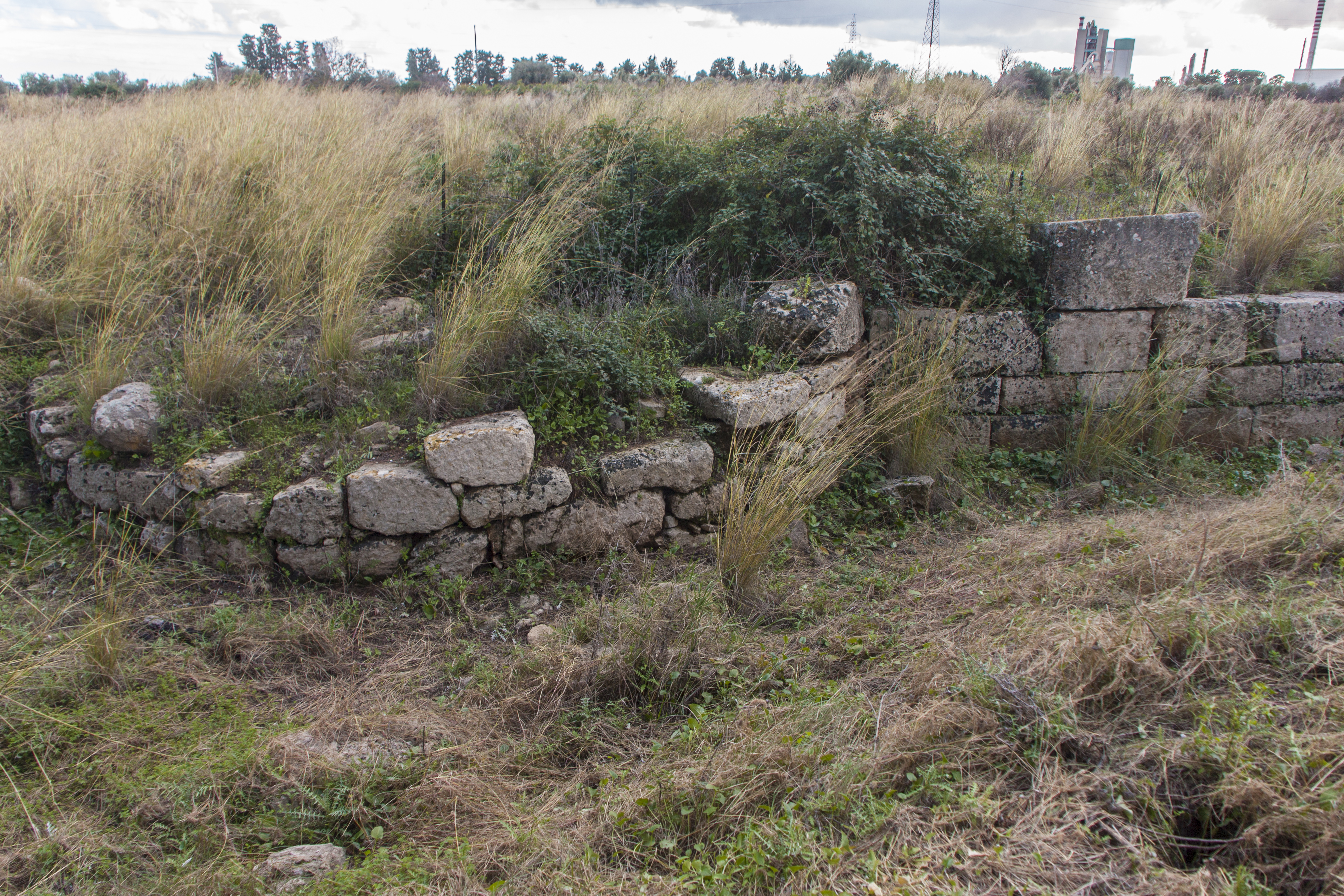
Stadsmuur
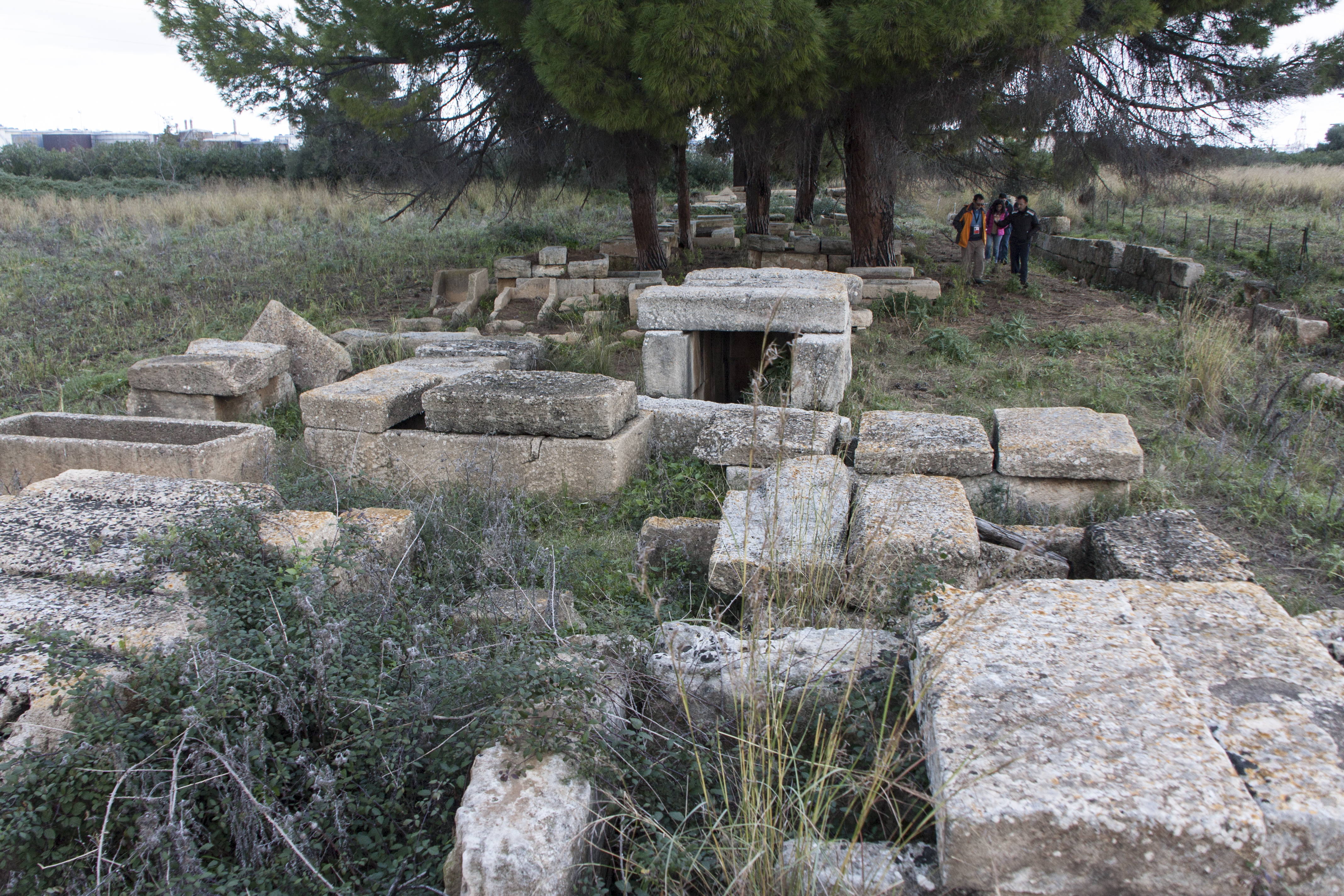
Een van de drie necropolissen
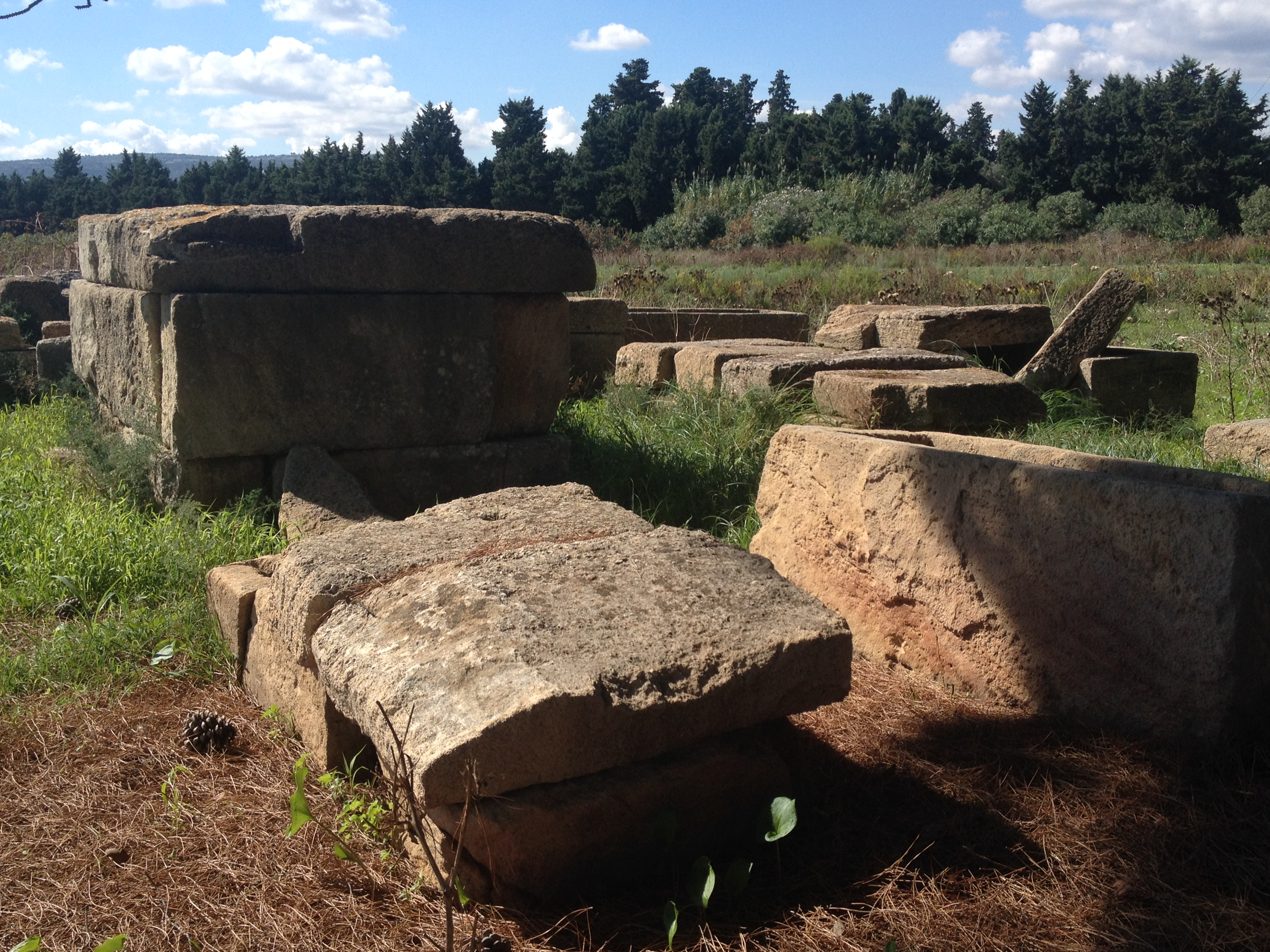
Sarcofagen